# Erythroxylum nummularia
Erythroxylum nummularia är en tvåhjärtbladig växtart som beskrevs av Johann Joseph Peyritsch. Erythroxylum nummularia ingår i släktet Erythroxylum och familjen Erythroxylaceae. Inga underarter finns listade i Catalogue of Life.